# Огнівська сільська рада
Огні́вська сільська рада (рос. Огнёвский сельский совет) — сільське поселення у складі Усть-Калманського району Алтайського краю Росії.
Адміністративний центр та єдиний населений пункт — село Огні.

## Населення
Населення — 1074 особи (2019; 1259 в 2010, 1639 у 2002).